# Lepinia
Lepinia là chi thực vật có hoa trong họ Apocynaceae.